# Навада (округ)
Навада (хинди नवादा जिला; англ. Nawada) — округ на юге индийского штата Бихар. Административный центр — город Навада. Площадь округа — 2492 км². По данным всеиндийской переписи 2001 года население округа составляло 1 809 696 человек. Уровень грамотности взрослого населения составлял 46,83 %, что ниже среднеиндийского уровня (59,5 %).